# 卡拉納維

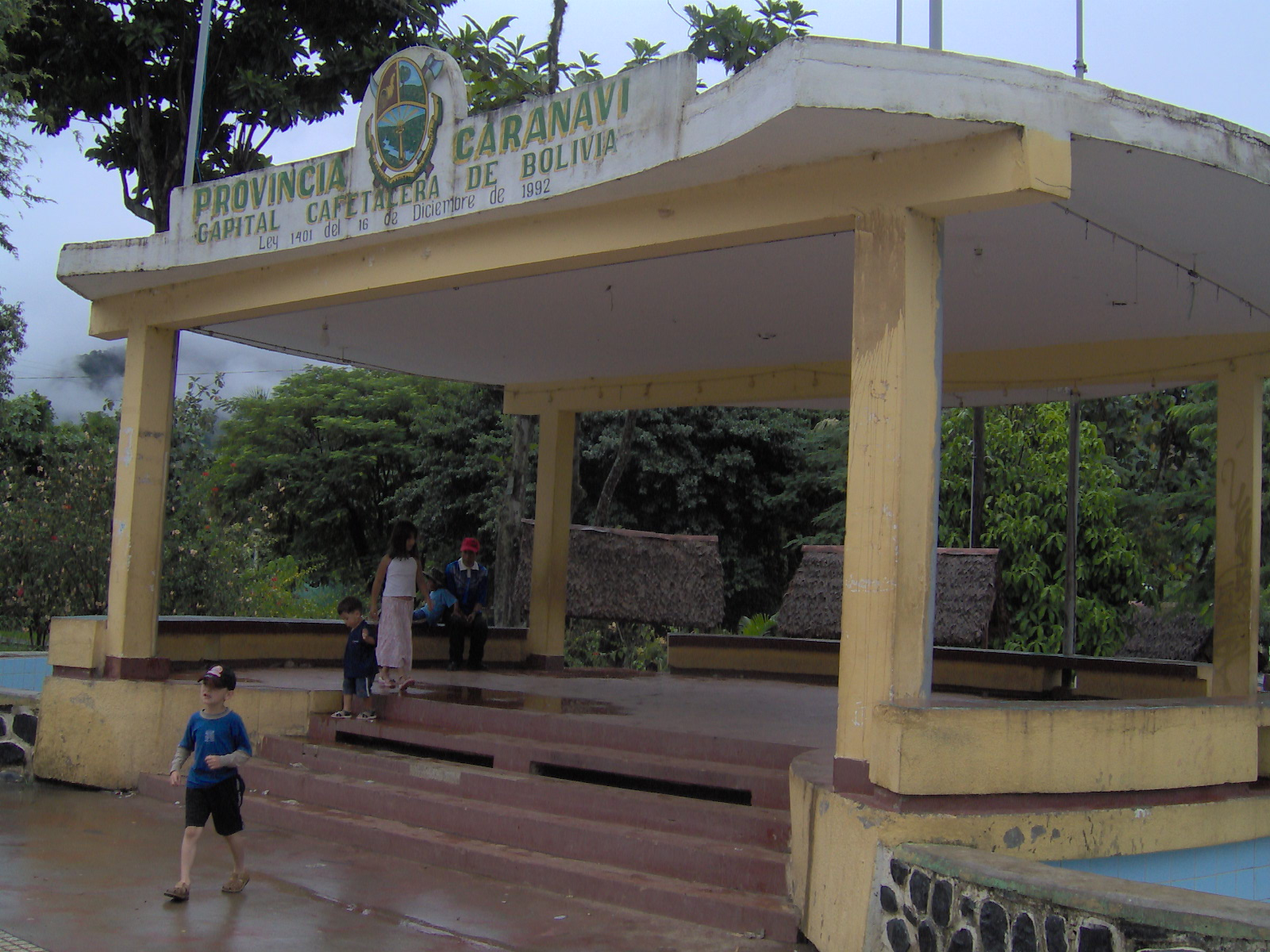
卡拉納維

卡拉納維（西班牙語：Caranavi）是玻利維亞的城鎮，由拉巴斯省負責管轄，位於該國西部，距離首府拉巴斯160公里，海拔高度613米，每年平均降雨量約1,500毫米，2012年人口21,883。
15°49′S 67°33′W / 15.817°S 67.550°W